# Sofia Elena Beatrice di Borbone-Francia
Sofia di Borbone-Francia (nome completo Maria Sofia Elena Beatrice di Borbone-Francia; Reggia di Versailles, 9 luglio 1786 – Versailles, 19 giugno 1787) era la quarta e ultima figlia del re Luigi XVI di Francia e della regina Maria Antonietta d'Asburgo-Lorena. Era sorella di Madame Royale, di Luigi Giuseppe, Delfino di Francia, e del futuro Luigi XVII.

## Biografia
Vi sono alcuni ritratti che ormai girano da tempo, erroneamente attribuiti alla piccola Sofia Elena Beatrice, l'ultima figlia di Luigi XVI e Maria Antonietta, morta ad un anno di vita.
In realtà questi pastelli nulla hanno a che vedere con la principessina perché rappresentano i figli di Louise Hyacinthe de Montesquiou e François V de Lastic, di Elisabeth Vigee-Lebrun, risalenti presumibilmente agli anni 1780-1783.
La regina Maria Antonietta, il cui ultimo parto era avvenuto il 27 marzo 1785, rimase probabilmente incinta di Sofia nel periodo in cui cadeva il suo trentesimo compleanno, festeggiato il 2 novembre. Molti notarono che la sua linea, non ancora perfettamente ripresasi dall'ultima gravidanza, aveva cominciato ad appesantirsi e, benché la regina non avesse più il ciclo mestruale, molti a corte pensarono che i suoi disturbi fossero soltanto di tipo nervoso, dal momento che il 15 agosto di quello stesso anno era scoppiato lo scandalo della collana, che compromise definitivamente la scarsa popolarità di Maria Antonietta.
Solo nel febbraio del 1786 la gravidanza fu confermata dalla principessa Luisa d'Assia-Darmstadt. Il conte Mercy, l'ambasciatore austriaco, riteneva ancora che il ciclo della regina si fosse interrotto per l'angoscia dovuta allo scandalo, tanto che solamente il 10 marzo 1786 scrisse che Maria Antonietta aspettava un bambino per luglio. Maria Antonietta, già molto afflitta dai fatti recenti, non prese affatto bene la nuova gravidanza, ritenendo che tre figli, di cui due maschi, fossero già sufficienti, e scrisse all'imperatore Giuseppe II, suo fratello maggiore, che questa gravidanza avrebbe potuto avere delle serie conseguenze sulla sua salute. Le dame di corte affermarono che una gravidanza a tal punto inquieta sarebbe stata lesiva per il bambino. A corte giravano molte malelingue su chi fosse il padre del bambino, anche se Luigi XVI non mise mai in dubbio la sua paternità.
Il 9 luglio 1786 la regina cominciò ad avere alcuni dolori, ma respinse l'idea che fossero le doglie e andò a Messa. Verso le quattro e mezzo del pomeriggio vennero convocati i ministri, che dovevano essere necessariamente presenti: alle sette e mezzo, senza particolari difficoltà, Maria Antonietta diede alla luce la sua quarta figlia, che venne subito battezzata Sofia Elena Beatrice. I sovrani pensarono di chiamarla Sofia in ricordo della zia di Luigi XVI, morta quattro anni prima. Le levatrici e la regina stessa notarono che la neonata era piccola, delicata e imperfetta. L'imperatore Giuseppe rimase dispiaciuto dal fatto che fosse una femmina, mentre il re annunciò felicemente la notizia all'ambasciatore spagnolo, che rispose: «Dal momento che Vostra Maestà tiene i suoi principi accanto a sé, adesso ha un mezzo per elargire doni al resto d'Europa». Per festeggiare la nascita, la corte offrì da bere gratuitamente ai parigini.

Maria Antonietta e i suoi figli (1787), castello di Versailles, dipinto di Élisabeth Vigée Le Brun

Per risollevare la reputazione ormai distrutta di Maria Antonietta si pensò di mostrare al popolo il lato più intimo e personale della regina, quello di madre dei suoi figli. Alla pittrice di corte Élisabeth Vigée Le Brun fu commissionato un grande ritratto di famiglia: Maria Antonietta è al centro della composizione con un distinto abito di velluto rosso e senza collana e tra le braccia ha il figlio maschio più piccolo, Luigi Carlo; alla sua destra Maria Teresa Carlotta abbraccia la madre, mentre, a sinistra, il Delfino Luigi Giuseppe indica la culla di Sofia. Il ritratto fu molto apprezzato a corte e il conte Hézècques si complimentò per la somiglianza della regina. Il dipinto però non ebbe grande fortuna: Sofia morì infatti il 19 giugno 1787, poche settimane prima del suo compleanno. La Vigée Le Brun fu costretta a toglierla dal dipinto sul quale persisteva la triste immagine di Luigi Giuseppe che indicava la culla ormai vuota della sorellina: anche quest’ultimo, peraltro, morì prematuramente, appena due anni più tardi. 

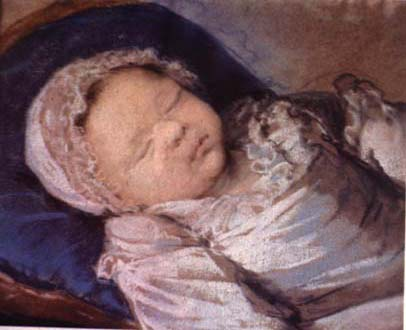
Sophie di Francia nel lettino, pastello di Élisabeth Vigée Le Brun

Provata da queste perdite, Maria Antonietta fece portar via il quadro perché le arrecava troppo dolore. Il ritratto avrebbe dovuto essere esposto a fine agosto all'Académie Royale, ma, visto il crescente odio del popolo nei confronti della regina, si evitò di farlo; rimase solo la cornice vuota sulla quale qualcuno attaccò un bigliettino: «Guardate il Deficit!» (in riferimento al nuovo "soprannome" della regina, Madame Deficit). La regina rimase distrutta dalla perdita della figlia e disse alla principessa Luisa che la bambina in realtà non era mai cresciuta e non si era sviluppata. Dall'autopsia fatta dai medici risultò che i polmoni di Sofia erano in pessimo stato, probabilmente per via della tubercolosi. La morte era sopraggiunta a causa delle convulsioni, prolungatesi per cinque o sei giorni, provocate dallo spuntare di tre dentini. La camera ardente fu allestita in una sala del Grand Trianon e la salma fu coperta con un manto di velluto e una corona d'oro.

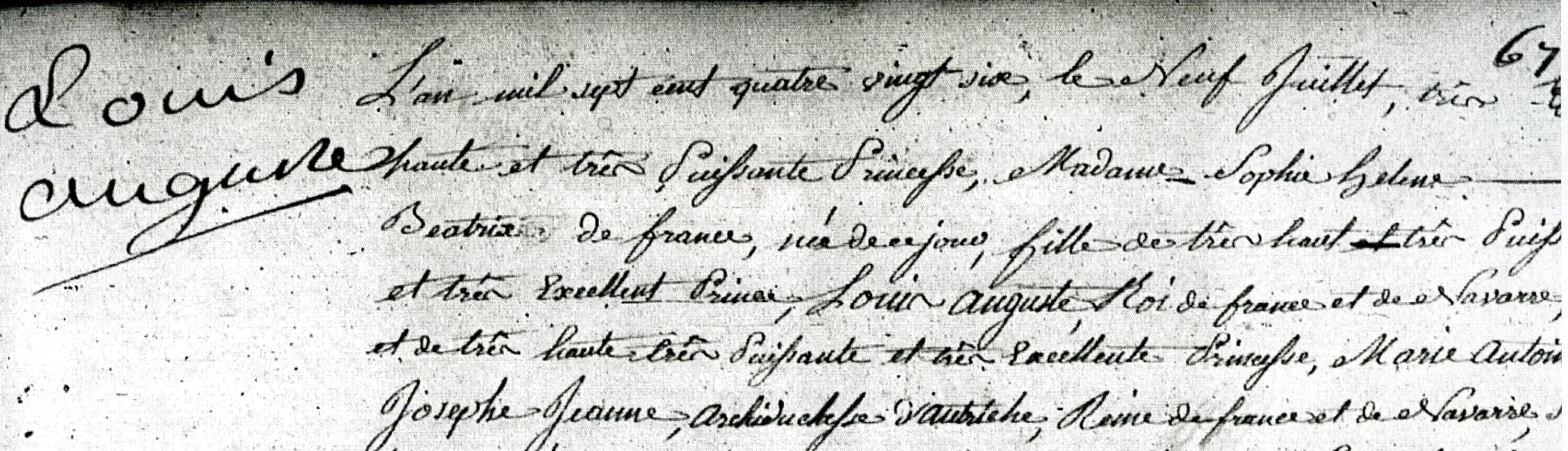
Estratto del certificato di battesimo della Principessa Sophie Hélène Béatrix di Francia, 9 luglio 1786

La regina invitò Madame Élisabeth, sua cognata, a vedere il corpo della nipote: «Vieni, piangeremo la morte del mio piccolo angelo. Ho bisogno del tuo cuore per consolare il mio». La cognata notò il colorito bianco e rosa, uguale a quello della madre, che le aveva valso molte lodi in gioventù. Joseph Weber, fratello di latte di Maria Antonietta, per consolarla, le fece notare che la bambina non era ancora stata svezzata, volendo dire che non si poteva soffrire per una creatura così piccola. La regina continuò a piangere e gli rispose: «Non dimenticate che sarebbe stata mia amica»: infatti, i figli maschi appartenevano allo Stato, le femmine alla propria madre. Il corpo di Sofia riposa nell'ossario comune dell'abbazia di Saint-Denis, realizzato durante la Restaurazione, dove si trovano i resti di tutti i sovrani di Francia, le cui tombe furono profanate durante la rivoluzione francese.

## Ascendenza
|                                     |                    |                                               | Genitori                                     |  |  | Nonni |  |  | Bisnonni            |  |  | Trisnonni                                    |  |
|                                     |                    |                                               |                                              |  |  |       |  |  | Luigi XV di Francia |  |  | Luigi, Delfino di Francia e Duca di Borgogna |  |
|                                     |                    |                                               |                                              |  |  |       |  |  | Luigi XV di Francia |  |  | Luigi, Delfino di Francia e Duca di Borgogna |  |
|                                     |                    | Maria Adelaide di Savoia                      |                                              |  |  |       |  |  | Luigi XV di Francia |  |  |                                              |  |
| Luigi Ferdinando di Borbone-Francia |                    |                                               |                                              |  |  |       |  |  | Luigi XV di Francia |  |  |                                              |  |
|                                     |                    | Maria Leszczyńska                             | Stanislao Leszczyński                        |  |  |       |  |  |                     |  |  |                                              |  |
|                                     |                    | Maria Leszczyńska                             | Stanislao Leszczyński                        |  |  |       |  |  |                     |  |  |                                              |  |
|                                     |                    | Maria Leszczyńska                             | Caterina Opalińska                           |  |  |       |  |  |                     |  |  |                                              |  |
| Luigi XVI di Francia                |                    | Maria Leszczyńska                             |                                              |  |  |       |  |  |                     |  |  |                                              |  |
|                                     |                    | Augusto III di Polonia                        | Augusto II di Polonia                        |  |  |       |  |  |                     |  |  |                                              |  |
|                                     |                    | Augusto III di Polonia                        | Augusto II di Polonia                        |  |  |       |  |  |                     |  |  |                                              |  |
|                                     |                    | Augusto III di Polonia                        | Cristiana Eberardina di Brandeburgo-Bayreuth |  |  |       |  |  |                     |  |  |                                              |  |
| Maria Giuseppina di Sassonia        |                    | Augusto III di Polonia                        |                                              |  |  |       |  |  |                     |  |  |                                              |  |
|                                     |                    | Maria Giuseppa d'Austria                      | Giuseppe I d'Asburgo                         |  |  |       |  |  |                     |  |  |                                              |  |
|                                     |                    | Maria Giuseppa d'Austria                      | Giuseppe I d'Asburgo                         |  |  |       |  |  |                     |  |  |                                              |  |
|                                     |                    | Maria Giuseppa d'Austria                      | Guglielmina Amalia di Brunswick-Lüneburg     |  |  |       |  |  |                     |  |  |                                              |  |
| Sofia Elena Beatrice di Francia     |                    | Maria Giuseppa d'Austria                      |                                              |  |  |       |  |  |                     |  |  |                                              |  |
|                                     | Leopoldo di Lorena | Carlo V di Lorena                             |                                              |  |  |       |  |  |                     |  |  |                                              |  |
|                                     | Leopoldo di Lorena | Carlo V di Lorena                             |                                              |  |  |       |  |  |                     |  |  |                                              |  |
|                                     | Leopoldo di Lorena | Eleonora Maria Giuseppina d'Austria           |                                              |  |  |       |  |  |                     |  |  |                                              |  |
| Francesco I di Lorena               | Leopoldo di Lorena |                                               |                                              |  |  |       |  |  |                     |  |  |                                              |  |
|                                     |                    | Elisabetta Carlotta di Borbone-Orléans        | Filippo I di Borbone-Orléans                 |  |  |       |  |  |                     |  |  |                                              |  |
|                                     |                    | Elisabetta Carlotta di Borbone-Orléans        | Filippo I di Borbone-Orléans                 |  |  |       |  |  |                     |  |  |                                              |  |
|                                     |                    | Elisabetta Carlotta di Borbone-Orléans        | Elisabetta Carlotta del Palatinato           |  |  |       |  |  |                     |  |  |                                              |  |
| Maria Antonietta d'Asburgo-Lorena   |                    | Elisabetta Carlotta di Borbone-Orléans        |                                              |  |  |       |  |  |                     |  |  |                                              |  |
|                                     |                    | Carlo VI d'Asburgo                            | Leopoldo I d'Asburgo                         |  |  |       |  |  |                     |  |  |                                              |  |
|                                     |                    | Carlo VI d'Asburgo                            | Leopoldo I d'Asburgo                         |  |  |       |  |  |                     |  |  |                                              |  |
|                                     |                    | Carlo VI d'Asburgo                            | Eleonora del Palatinato-Neuburg              |  |  |       |  |  |                     |  |  |                                              |  |
| Maria Teresa d'Austria              |                    | Carlo VI d'Asburgo                            |                                              |  |  |       |  |  |                     |  |  |                                              |  |
|                                     |                    | Elisabetta Cristina di Brunswick-Wolfenbüttel | Luigi Rodolfo di Brunswick-Lüneburg          |  |  |       |  |  |                     |  |  |                                              |  |
|                                     |                    | Elisabetta Cristina di Brunswick-Wolfenbüttel | Luigi Rodolfo di Brunswick-Lüneburg          |  |  |       |  |  |                     |  |  |                                              |  |
|                                     |                    | Elisabetta Cristina di Brunswick-Wolfenbüttel | Cristina Luisa di Oettingen-Oettingen        |  |  |       |  |  |                     |  |  |                                              |  |
|                                     |                    | Elisabetta Cristina di Brunswick-Wolfenbüttel |                                              |  |  |       |  |  |                     |  |  |                                              |  |